# Julia McKenzie

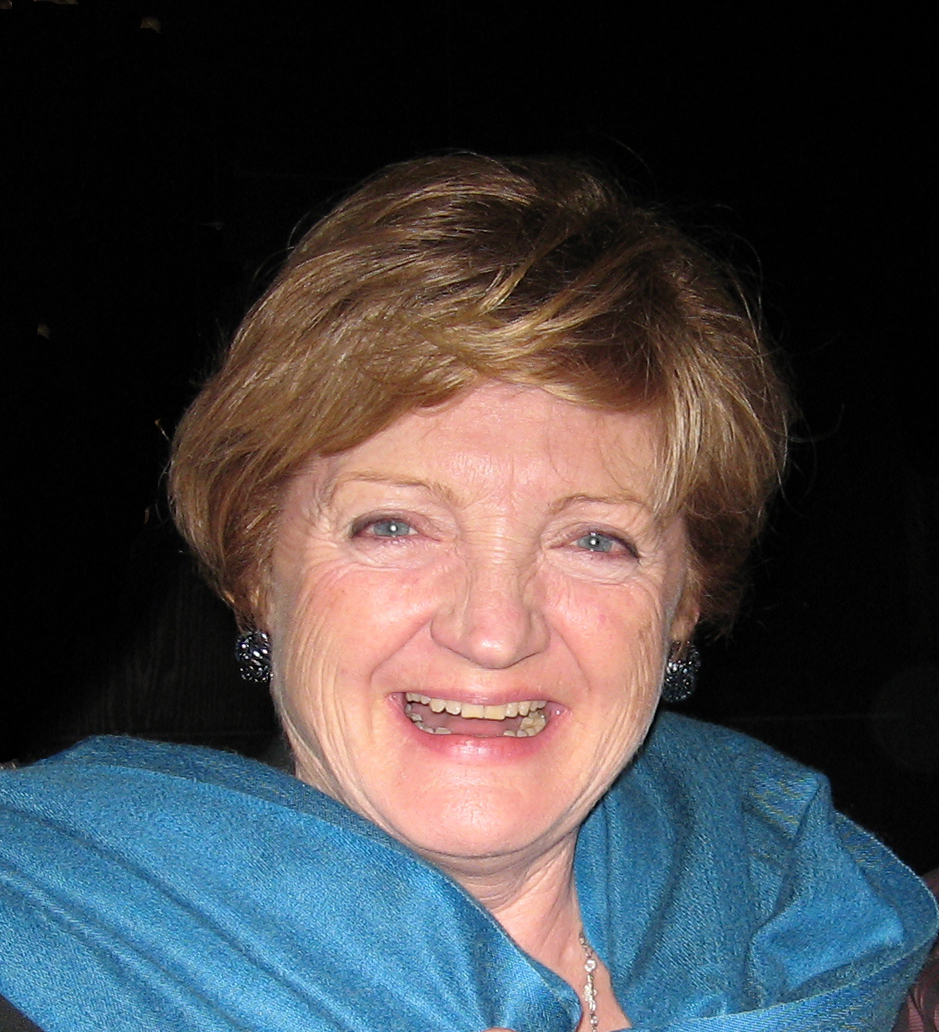
Julia McKenzie

Julia Kathleen McKenzie CBE (* 17. Februar 1941 in Enfield Town, Middlesex, England) ist eine britische Schauspielerin, Sängerin und Regisseurin.

## Leben
Julia McKenzie wurde als Tochter von Kathleen Rowe und Albion McKenzie im englischen Enfield geboren. 1971 heiratete sie den US-amerikanischen Regisseur und Schauspieler Jerry Harte.
Die Schauspielerin trat an namhaften Theatern auf, so beispielsweise auf den Bühnen im Londoner West End oder am Broadway in New York. So agierte sie beispielsweise in der Revue Cowardy Custard im Mermaid Theatre, spielte die „Miriam“ in Outside Edge von Richard Harris sowie die „Lily Garland“ in On the Twentieth Century. Auch in dem Drama Schweik in the Second World War von Bertolt Brecht trat sie auf. Für ihre Rolle als „Miss Adelaide“ in Guys and Dolls erhielt sie Auszeichnungen als Beste Darstellerin für den Variety Club Awards, den Soc of West End Theatre Awards und den Olivier Award.
McKenzie sang und spielte 1976 in London und 1977 am New Yorker Broadway in dem Musical Side By Side von Stephen Sondheim mit. und wurde für ihre darstellerische Leistung für den Tony Award und den Drama Desk Award nominiert. Im Jahr darauf spielte sie eine Hauptrolle in der britischen Comedyserie Maggie and Her.
Julia McKenzie wurde 1985 der Ehrendoktortitel der Royal Academy of Music und 1999 „Doctor of Letters“ (Doktor der Literatur) ehrenhalber an der London South Bank University verliehen. 2007 spielte sie in der Komödie You Can Choose Your Friends und als Hauptdarstellerin in der Fernsehserie Cranford mit. Im folgenden Jahr wurde bekanntgegeben, dass sie als Ersatz für Geraldine McEwan in der Verfilmung Agatha Christie’s Marple von Agatha Christie’s Miss Marple mitspielt. Diese Rolle verkörperte sie bis 2013.

## Theater (Auswahl)
- 1966: Maggie May (Adelphi Theatre, London)
- 1969: Mame (Drury Lane Theatre, London)
- 1973: Cowardy Custard (Mermaid Theatre, London)
- 1976/1977: Side by Side (London; Music Box Theatre, New York City)
- 1982: Guys and Dolls (Royal National Theatre, London)
- 1998: Kafka’s Dick (Piccadilly Theatre, London)
- 2004: Fuddy Meers (Arts Theatre, London)
- 2005: The Philadelphia Story (Old Vic Theatre, London)

Regisseurin
- 1984: Stepping Out (Duke of York’s Theatre, London)
- 1989: Steel Magnolias (Lyric Theatre, London)
- 1993: Putting It Together (Manhattan Theatre Club Stage I, New York City)
- 1999: A Little Night Music (Tokyo)

## Filmografie (Auswahl)
- 1975: Dick Deadeye, or Duty Done
- 1986: Hotel du Lac
- 1988: Shirley Valentine – Auf Wiedersehen, mein lieber Mann (Shirley Valentine)
- 1996: Vol-au-vent – Hochzeit mit Hindernissen (Vol-au-vent)
- 2001: Jagd auf den Schatz der Riesen (Jack and the Beanstalk: The Real Story, Fernsehfilm)
- 2003: Bright Young Things
- 2003: Death In Holy Orders
- 2006: These Foolish Things
- 2006: Inspector Barnaby (Midsomer Murders) Fernsehserie, Staffel 9, Folge 4: Die Spur führt ins Meer (Down Among The Dead Men)
- 2006: Tagebuch eines Skandals (Notes on a Scandal)
- 2007: Cranford (Mini-Serie)
- 2008–2013: Agatha Christie’s Marple (Fernsehserie, 11 Folgen, Staffel 4–6)
- 2012: The Mystery of Edwin Drood
- 2013: Gangster Granny
- 2015: Ein plötzlicher Todesfall (The Casual Vacancy, Mini-Serie)